# Olimpíada Internacional de Astronomia

Sessão

A Olimpíada Internacional de Astronomia (OIA) é uma prova de conhecimento anual, sobre astronomia geral para alunos do Ensino Médio. É uma das Olimpíadas Internacionais de Ciências.

## Histórico
A olimpíada foi fundada em 1996, organizada na cidade de Nizhny Arkhyz, onde se localiza o Observatório Astrofísico Especial da Academia Russa de Ciências. Da primeira edição participaram dois países: cinco times representando cinco nacionalidades da Rússia e um time da Suécia. Na segunda edição a India entrou para o grupo dos países participantes; na terceira edição, Bulgária e Brasil. A IAO foi organizada pela primeira vez fora da Rússia em 1999, quando foi organizada na Ucrânia. De acordo com os estatutos da IAO, por razões históricas (por terem organizado olimpíadas astronômicas desde a década de 1950), um dos dois países devem sediar a olimpíada pelo menos uma vez a cada três anos,mas não foi realizada nestes países em 2011-2012-2013-2014.Até 2004 só foi realizada fora da Rússia e Ucrânia em 2003,quando foi na Suécia.
| #      | Data                                  | País          | Cidade                  | n° países |
| ------ | ------------------------------------- | ------------- | ----------------------- | --------- |
| I      | 1996, 1 de novembro a 8 de novembro.  | Rússia        | Nizhny Arkhyz           | 4         |
| II     | 1997, 21 de outubro a 28 de outubro.  | Rússia        | Nizhny Arkhyz           | 4         |
| III    | 1998, 20 de outubro a 27 de outubro.  | Rússia        | Nizhny Arkhyz           | 5         |
| IV     | 1999, 25 de setembro a 2 de outubro.  | Ucrânia       | Nauchnij                | 7         |
| V      | 2000, 20 de outubro a 27 de outubro   | Rússia        | Nizhny Arkhyz           | 8         |
| VI     | 2001, 26 de setembro a 2 de outubro   | Ucrânia       | Nauchnij                | 7         |
| VII    | 2002, 22 de outubro a 29 de outubro   | Rússia        | Nizhny Arkhyz           | 11        |
| VIII   | 2003, 2 de outubro a 8 de outubro     | Suécia        | Estocolmo               | 13        |
| IX     | 2004, 1 de outubro a 9 de outubro     | Ucrânia       | Simeiz                  | 18        |
| X      | 2005, 25 de outubro a 2 de novembro   | China         | Pequim e Huairou        | 15        |
| XI     | 2006, 10 de novembro a 19 de novembro | Índia         | Mumbai                  | 16        |
| XII    | 2007, 29 de setembro a 7 de outubro   | Ucrânia       | Simeiz                  | 23        |
| XIII   | 2008, 13 de outubro a 21 de outubro   | Itália        | Trieste                 | 19        |
| XIV    | 2009, 8 de novembro a 16 de novembro  | China         | Hangzhou                | 17        |
| XV     | 2010, 16 de outubro a 24 de outubro   | Ucrânia       | Sudak                   | 19        |
| XVI    | 2011, 22 de setembro a 30 de setembro | Cazaquistão   | Alma-Ata                | 19        |
| XVII   | 2012, 16 de outubro a 24 de outubro   | Coreia do Sul | Gwangju                 | 20        |
| XVIII  | 2013, 6 de setembro a 14 de setembro  | Lituânia      | Vilnius                 | 20        |
| XIX    | 2014, 12 de outubro a 21 de outubro   | Quirguistão   | Bisqueque - Cholpon-Ata | 17        |
| XX     | 2015, 15 de outubro a 23 de outubro   | Rússia        | Cazã                    | 13        |
| XXI    | 2016, 5 de outubro a 13 de outubro    | Bulgária      | Plovdiv - Pamporovo     | 16        |
| XXII   | 2017, 28 de outubro a 4 de novembro   | China         | Weihai                  | 14        |
| XXVIII | 2024, 8 de novembro a 16 de novembro  | Bangladesh    | Cox's Bazar             |           |

### Países participantes
Tradicionalmente, participam países do Leste Europeu (Federação Russa - que participa também com um segundo time, Moscow Land, Ucrânia, Crimeia - que envia o próprio time, Bielorrússia, Sérvia, Montenegro, Estônia, Lituânia, Armênia, Bulgária, Romênia) e do Extremo Oriente (China, Índia, Indonésia, Tailândia, Coreia do Sul), além de dois da Europa Ocidental (Itália e Suécia) e do Irã.

## Formato

### Seleção do participantes
Os competidores, são selecionados por meio de olimpíadas nacionais realizadas em cada país participante (no caso do Brasil, a Olimpíada Brasileira de Astronomia e Astronáutica). Tipicamente, cada equipe deve consistir em
- Dois Team Leaders - preferencialmente, astrônomos ou físicos profissionais com mais de 35 anos;
- Dois alunos, não matriculados em nenhum curso de ensino superior, que tenham até 17 anos em 1 de janeiro do ano da Olimpíada;
- Três alunos, não matriculados em nenhum curso de ensino superior, que tenham até 15 anos em 1 de janeiro do ano da Olimpíada.

### Provas
Três provas são realizadas durante a Olimpíada:
- Prova observacional: Trata de se reconhecer estrelas, constelações, nebulosas, suas distâncias angulares e magnitudes, a olho nu e/ou com pequenos telescópios. Ela é realizada invariavelmente à noite, mas eventualmente possui uma parte diurna (para observação solar). Caso o céu esteja nublado durante todas as noites disponíveis para a prova, ela pode ser realizada utilizando-se fotos de objetos astronômicos.

- Prova prática: Trata de análise de tabelas, gráficos, espectros , curvas de luz; ela testa a habilidade dos alunos em fazer um tratamento prático de dados observacionais, sendo a mais próxima ao trabalho científico que a olimpíada pretende fomentar. Esses dados são, por muitas vezes, tirados de observações profissionais realizadas no local-sede, ou mesmo em dados obtidos pelos alunos na prova observacional.

- Prova teórica : É composta por seis questões que envolvem conhecimento de astronomia teórica, abrangendo astronomia de posição, mecânica celeste e astrofísica.

## A Participação do Brasil
O Brasil participa da IAO a partir de 1998, quando foi fundada a Olimpíada Brasileira de Astronomia. Sua primeira medalha de prata foi em 1999; a primeira de ouro, em 2005. Por razões políticas, o Brasil não participou novamente depois de 2007,apenas em 2009 e 2013. Segue uma tabela resumindo a participação brasileira.
| Ano  | País Sede     | Participantes | Ouro | Prata | Bronze |
| ---- | ------------- | ------------- | ---- | ----- | ------ |
| 1998 | Rússia        | 5             | -    | -     | #      |
| 1999 | Ucrânia       | 5             | -    | 1     | #      |
| 2000 | Rússia        | 6             | -    | -     | #      |
| 2001 | Ucrânia       | N/D           |      |       |        |
| 2002 | Rússia        | 5             | -    | -     | 2      |
| 2003 | Suécia        | 5             | -    | 1     | 1      |
| 2004 | Ucrânia       | 4             | -    | 1     | 2      |
| 2005 | China         | 5             | 1    | -     | -      |
| 2006 | Índia         | 6             | -    | 1     | 1      |
| 2007 | Ucrânia       | 5             | -    | 1     | 1      |
| 2008 | Itália        | N/D           |      |       |        |
| 2009 | China         | 1             |      | 1     |        |
| 2010 | Ucrânia       | N/D           |      |       |        |
| 2011 | Cazaquistão   | N/D           |      |       |        |
| 2012 | Coreia do Sul | N/D           |      |       |        |
| 2013 | Lituânia      | 1             |      | 1     |        |
| 2014 | Quirguistão   | N/D           |      |       |        |
| 2015 | Rússia        | N/D           |      |       |        |
| 2016 | Bulgária      | N/D           |      |       |        |